# 10. bataljon za mednarodno sodelovanje Slovenske vojske
10. bataljon za mednarodno sodelovanje Slovenske vojske (kratica 10. bMS SV) je bila motorizirana formacija Slovenske vojske.

## Zgodovina
Bataljon je nastal z Odlokom MORS leta 1996. Organiziran je bil z namenom izvajanja celovite obrambe domovine s posebnim poudarkom na mednarodnem sodelovanju.
Prvi pripadniki so bili prostovoljci iz vseh enot SV, ki so se odlikovali z željo po udejstvovanju in dokazovanju v mednarodnem okolju ter uvajanju novitet v Slovensko vojsko, skladno s standardi NATO.
Enota in njeni pripadniki so v Slovensko vojsko vnašali nove organizacijske pristope, nova pravila delovanja, novo podčastniško strukturo in nove štabne procese.
Pripadniki enote so kot prvi v Slovenski vojski, skupaj s pripadniki sanitetne enote, sodelovali na mednarodni misiji Alba v Albaniji. Prav tako so kot prvi v Slovenski vojski sodelovali na eni izmed misij združenih narodov na Cipru - UNFICYP.

## Znak enote
Pripadniki bMS so izdelali svoj lik in znak enote. 
Lik pripadnika se glasi: 

Moj poklic je častnem in odgovoren 

Izrek » Ne stori drugemu tistega, kar ne želiš, da drugi stori tebi«, je moje vodilo pri delu s soborci. 

Skrbim, da mi bosta orožje in oprema služila v trenutku, ko ju bom najbolj potreboval. 

Moj videz je meni v čast in moji enoti v ponos. 

Od mene pričakujejo več in bolje. 

Poklicu , svoji enoti, Slovenski vojski in domovini sem popolnoma predan in zato jih nikoli in nikdar ne bom izdal in ne bom dovolil, da bi to storili drugi. 

Rad delam v skupini in vem, da smo skupaj močni in nepremagljivi. 

Vodim s primerom zato skrbim za svojo telesno in psihično pripravljenostjo ter se nenehno učim izobražujem in urim. 

Iskren sem do sebe in do drugih ... v strahu in pogumu!
Znak enote je predstavljal kratki meč, ki naj bi izhajal iz časov Karantanije, postavljen v obrambni položaj čez obris Slovenije, simbolizira odločenost pripadnikov enote ubraniti Slovenijo pred vsakršno nevarnostjo. Kovinska viteška rokavica simbolizira oklep motoriziranega bataljona in viteško čast bojevnikov, s katero smo se pripadniki poistovetili. Lipova vejica simbolizira zvestobo slovenski zgodovinski tradiciji – upornost in sposobnost preživeti, čeprav ti viharji ruvajo korenine. Oljčna vejica simbolizira usmerjenost nalog bataljona v prinašanje miru državam, v katerih divja vojna. Tako kot se vejici prepletata, se prepleta tudi poslanstvo bataljona: s prinašanjem miru nestabilnim območjem sveta zagotavljati mir in obstanek svoji domovini. Izbiri mota v latinščini je botrovalo mednarodno okolje delovanja bataljona. Latinščina je namreč eden izmed nevtralnih jezikov za mednarodno sporazumevanje predvsem v strokovnem izrazoslovju.
Bataljon se je leta 2001 preimenoval v 10. motorizirani bataljon Slovenske vojske (10. MOTB).

## Poveljstvo
Poveljnik
- podpolkovnik Dobran Božič (5. marec 1999–2003)
- stotnik Josip Bostič (1996–5. marec 1999)

## Organizacija
- poveljniško-logistična četa

- transportni vod
- vod za vzdrževanje
- vod za oskrbo
- vod vojaške policije
- proti oklepni vod
- izvidniški vod

- Motorizirana četa:

- Poveljstvo čete
- 1. motoriziran vod
- 2. motoriziran vod
- 3. motoriziran vod

- Motorizirana četa
- Motorizirana četa
- minometna četa

- poveljniški vod
- izvidniški oddelek
- 1. minometni vod
- 2. minometni vod
- 3. minometni vod